# 思恩府

思恩府在广西省的位置（1820年）

思恩府，明朝设置的府，在今广西壮族自治区南宁市境。
前身为唐朝思恩羁縻州，州治在寨城山，即今平果市旧城。元朝时，为思恩州，属田州路。明朝洪武二年，属田州府，后属云南广西府。永乐二年（1404年）八月，直隶于广西承宣布政使司右江道。正统四年（1439年）十月，以土官岑瑛屡有边功，升为思恩土府，正统六年（1441年）十一月，又升思恩军民府。次年，土知府岑瑛将府治迁至乔利（今广西壮族自治区马山县乔利乡），并垒石建城。嘉靖六年（1527 年），王守仁招抚卢苏、王受，镇压当地八寨农民起事后，亲到乔利查看，认为府治位置闭塞，环境恶劣，便于次年将府治迁到六十里外的武缘县止戈里荒田驿（今武鸣县府城圩）。下领二州（奉议州、上映州），二县：（上林县、武缘县，正德至嘉靖初曾割上林縣部分為鳳化縣為附廓縣，後廢）。
入清，为思恩府，领宾州、那马厅、武缘县、迁江县、上林县以及白山、兴隆、定罗、旧城、都阳、古零、安定七土司。地域大致相当于今广西武鸣、宾阳、上林、马山、田东、平果、都安等县。民国二年（1913年）废除。

## 外部連結
[在维基数据编辑]
 《欽定古今圖書集成·方輿彙編·職方典·思恩府部》，出自陈梦雷《古今圖書集成》